# Miss Beazley

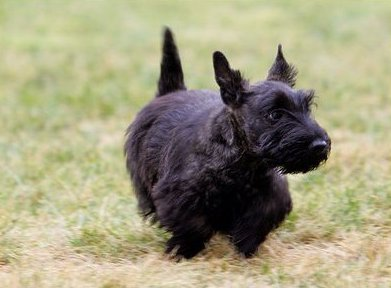
Miss Beazley 2005

Miss Beazley (geboren am 28. Oktober 2004 in New Jersey; gestorben am 17. Mai 2014 in Texas) war ein Scottish Terrier im Besitz des ehemaligen US-Präsidenten George W. Bush und dessen Frau Laura.

## Leben
Miss Beazley stammt aus der Hundezucht von Patricia Gilmore in Livingston, New Jersey. Ihr Vater war der Halbbruder von Bushs erstem Scottish Terrier Barney.
Der Hund kam als Geburtstagsgeschenk von George W. Bush an seine Frau Laura in die Familie, kurz vor Beginn der zweiten Amtszeit von Bush. Sie kam als zehn Wochen alter Welpe in den Besitz der Familie und lebte fortan im Weißen Haus. Der Hund wurde von Laura Bush und ihren beiden Töchtern nach einer Figur aus Oliver Butterworths Kinderbuch The Enormous Egg (1956) benannt.
Wie alle Haustiere der US-amerikanischen Präsidenten erhielt auch Miss Beazley erhöhte Aufmerksamkeit in den US-amerikanischen Medien. Über ihre Ankunft im Weißen Haus wurde sogar international berichtet. Weihnachten 2005 hatte sie ihren ersten großen Auftritt im Barney-Cam-Video A Very Beazley Christmas. Es folgten weitere Filme mit ihr und Barney.
Nach dem Ende der zweiten Amtszeit zog Miss Beazley mit der Familie Bush nach Texas, wo sie anschließend bis zu ihrem Tod am 17. Mai 2014 lebte. Sie wurde lediglich neun Jahre alt und verstarb wie Barney an Lymphdrüsenkrebs.
In der Bibliothek des George W. Bush Presidential Center befindet sich eine Bronzeskulptur von Barney und Miss Beazley.